# Flores y Blancaflor

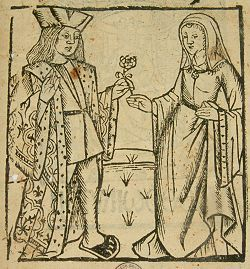
Floris ende Blancefloer

Flores y Blancaflor es una leyenda medieval en torno a una pareja de enamorados que tuvo un gran éxito desde mediados del siglo XII y fue traducida y adaptada muchas veces.

## Testimonios
La versión más antigua en Occidente es una versificación francesa, Floire et Blancheflor, obra de un trovador normando desconocido, de nombre Robert d'Orbigny, que algunos piensan hay que leer como Robert de Orleáns; pudo haber conocido una versión oral de la historia en una peregrinación a Santiago de Compostela, como sucedió con otros cuentos (La doncella Teodor o la Historia de Clamades, por ejemplo) o de boca de alguno de los monjes galos implicados en la reforma monacal hispana. En todo caso era un clérigo de preclara cultura latina y compuso su obra entre 1147 y 1150. Tuvo un éxito y una difusión formidable, pero hubo otra versión francesa del siglo XIII de argumento y lenguaje más simple realizada sobre la anterior, a fin de ser más accesible a un destinatario no cortesano, sino popular, menos galante y más aventurera y caballeresca.
La primera versión, más o menos ligada a la historia de Berta la de los grandes pies, quien habría sido hija de esta pareja y madre de Carlomagno, inspiró otra alemana, Floire und Blantscheflur, de Konrad von Fleck, y la bajo alemana Flos unde Blankflos, la versión flamenca Floris ende Blancefloer de Diederic van Assende y una versión al inglés medio, Floris and Blaunchefleur, todas ellas del siglo XIII, así como otras versiones escandinavas, entre las que se encuentra Flores och Blanzeflor en noruego antiguo, de entre los siglos XIII y XIV, una islandesa y otra danesa.
La versión francesa popular del siglo XIII inspiró una novela en griego bizantino, Florio y Platzia Flora, de época Paleóloga, y la italiana Il cantare di Fiorio y Biancifiore; la relación entre estos dos últimos textos ha sido muy discutida. El cuento era tan popular que Giovanni Boccaccio lo adaptó libremente y lo incluyó en prosa dentro de su Filocolo (1349), a partir de la versión bizantina, incluyendo interminables discursos y detalles descriptivos. La versión española, Flores y Blancaflor, impresa en 1512 y hoy perdida, parece provenir indudablemente del Cantare italiano, aunque muchos han especulado sobre la existencia de otras versiones anteriores.

## Argumento
Muy a grandes rasgos y sin peripecias incidentales ni demasiados detalles, puede resumirse así: dos jóvenes, Flores, hijo de un rey musulmán, y Blancaflor, hija de una cautiva noble cristiana, nacen en el mismo día y se educan juntos hasta que el padre de él descubre su amor y los separa, ya que tal relación no es conveniente para el príncipe. Pero como continúan enamorados decide venderla a ella como esclava y va a parar al harén del rey de Babilonia. Flores emprende su búsqueda y se hace amigo del guarda del harén para pasar escondido en un cuévano de flores a la torre donde se encuentra el harén. Pero el rey de Babilonia descubre a los amantes, y aunque al principio piensa matarlos, al final los perdona. Ellos se casan, vuelven al reino del joven y se convierten ellos y todos sus súbditos al cristianismo.

## Las versiones hispánicas antiguas
La primera edición impresa en castellano, de 1512, se ha perdido y parece provenir de la italiana. Pero hay referencias de gran entidad a una versión distinta de la versión cortesana francesa anterior, pero muy refundida, retocada, interpolada y, por así decir, "hispanizada", a la que aluden la Gran conquista de Ultramar, el Libro de buen amor y el Cancionero de Baena, entre otros testimonios.

## Versiones modernas

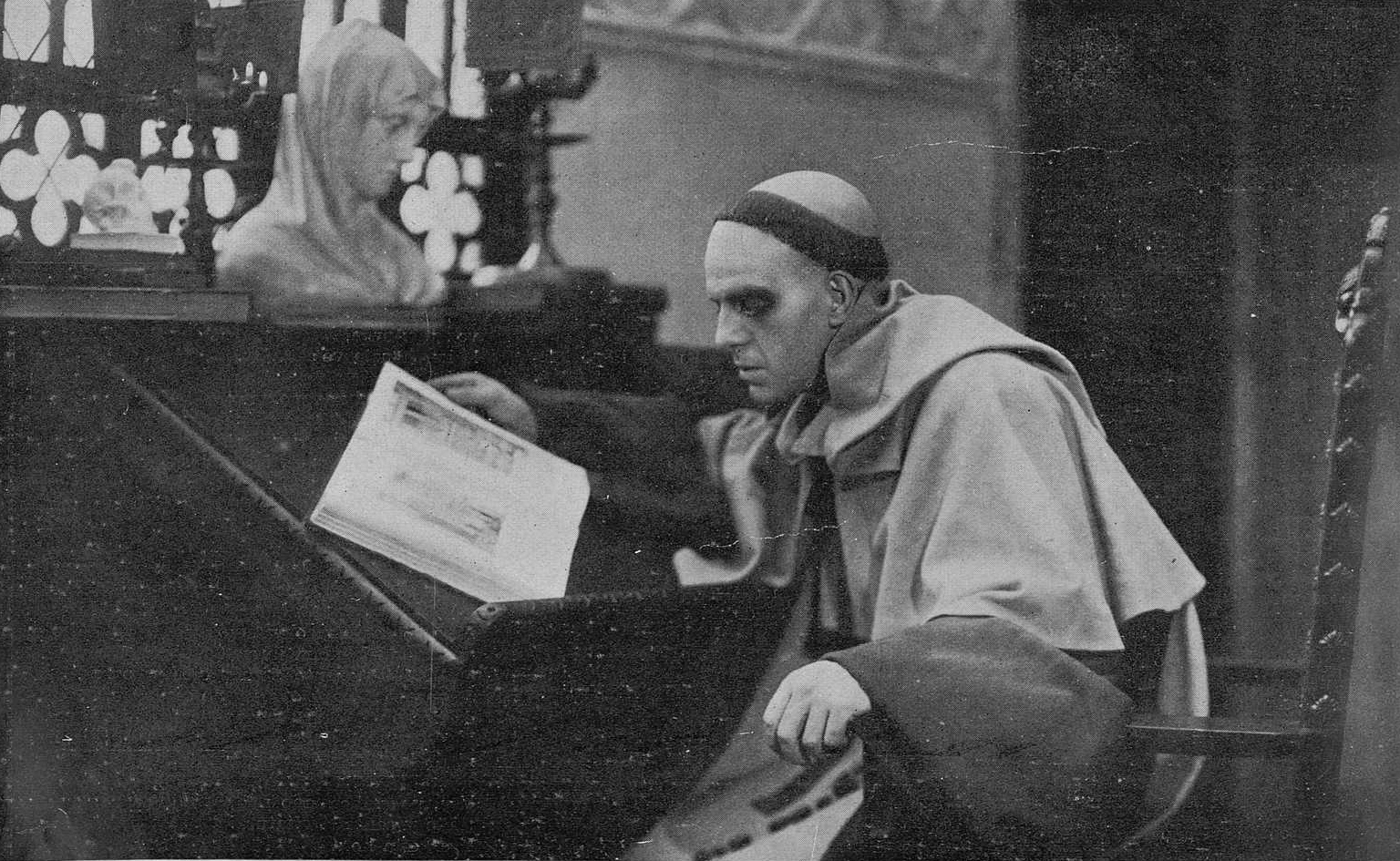
Francisco Pierrá, en el papel del beato fray Ramiro, en la adaptación de Fernández Ardavín (1927)

El poeta modernista Luis Fernández Ardavín compuso una comedia en cuatro actos y en verso, Flores y Blancaflor (Madrid: Prensa Moderna, 1928) que se inspira en la leyenda.